# قهوه‌خانه سورت
قهوه‌خانه سورت (به فرانسوی: Le Café de Surate) نام یک کتاب ادبی است که توسط برناردن دوسن پیر، نویسندهٔ اهل فرانسه نوشته شده‌است.